# Teletón (Chile)
Teletón Chile, habitualmente referida como «la Teletón», es un evento benéfico televisivo realizado anualmente en dicho país desde 1978.  La Teletón de Chile fue la primera teletón en desarrollarse en Iberoamérica y, debido a su éxito, su formato ha sido replicado en otros países de la región.
Es organizada por la Fundación Teletón —su directorio es actualmente presidido por Daniel Fernández Koprich y su director ejecutivo es Benjamín Díaz Uberuaga—, uno de los miembros fundadores de la Organización Internacional de Teletones, cuyo directorio es presidido por Mario Kreutzberger Blumenfeld, miembro fundador de la institución.
Consiste de un programa de televisión de 27 horas ininterrumpidas de duración, producido y transmitido en cadena nacional por un consorcio de cadenas de televisión de Chile —agrupadas en la Asociación Nacional de Televisión e integrados por los canales de televisión Canal 13, Chilevisión, Mega, Televisión Nacional de Chile, TV+, La Red y Telecanal—, y en la que participan voluntariamente los medios de comunicación escritos y radiales de cada región del país. Los fondos recaudados por el evento, generalmente realizado en una fecha fijada para el mes de noviembre o el primer fin de semana de diciembre, son utilizados para la construcción y mantenimiento de los Institutos de Rehabilitación Infantil (IRI) para el tratamiento de niños con discapacidad motriz durante el siguiente año.
Tradicionalmente, se realizaba todos los años, salvo en aquellos años cuando se realizaban elecciones presidenciales y parlamentarias. El formato cambió en el año 2017, cuando la Fundación Teletón admitió que debido a las necesidades y requerimientos de los centros de rehabilitación que administra y a los cambios sociales y demográficos en Chile se hacía necesario la realización anual de estos eventos, a pesar de recibir el financiamiento basal de la Polla Chilena de Beneficiencia y del Fondo Nacional de Salud.
La última edición se realizó el 8 y 9 de noviembre de 2024, cuando de manera preliminar se informó al cierre de la jornada la cifra de $ 40 502 617 946, y cuya recaudación final, informada el 11 de diciembre, alcanzó los $ 47 437 062 872

## Historia

### Antecedentes: La Sociedad Pro-Ayuda del Niño Lisiado (1947-1978)

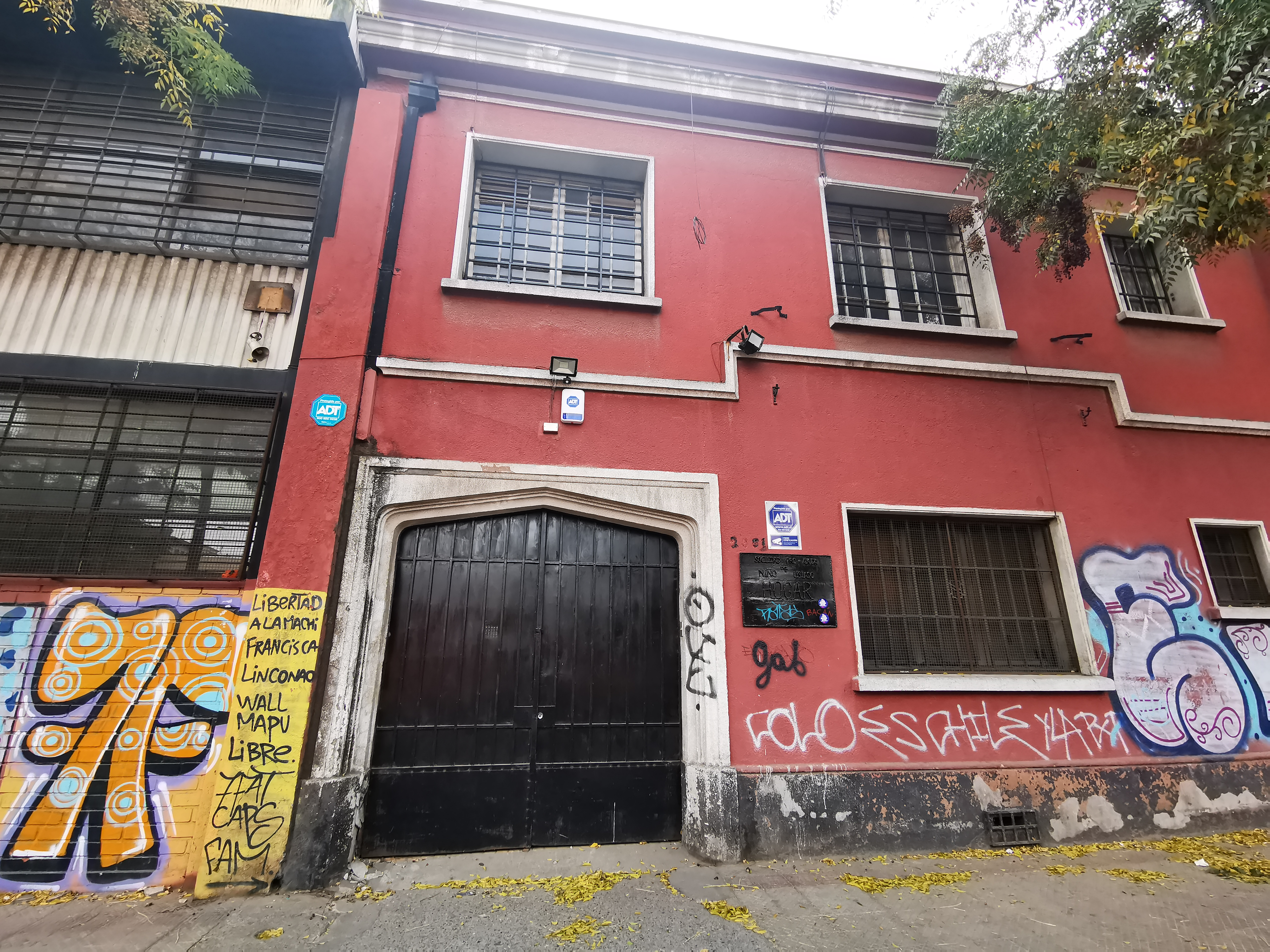
Sede de la Sociedad Pro-Ayuda del Niño Lisiado en el Barrio Yungay, Santiago.

La Sociedad Pro-Ayuda del Niño Lisiado nació en Santiago de Chile, el 8 de mayo de 1947, cuando un grupo de médicos del Hospital Luis Calvo Mackenna, padres y educadores se unieron para trabajar en la rehabilitación de los niños con secuelas de poliomielitis que en ese entonces había azotado al país. El 14 de agosto de ese año se realiza la primera reunión de socios, en la que se elige un directorio y se redactan los estatutos, en que se establece que los objetivos de la Sociedad son «otorgar atención médica, educación e instrucción, todo ello, de acuerdo a sus posibilidades técnicas y económicas, procurando la integración a la sociedad». En sus inicios, la Sociedad obtenía sus recursos a través de colectas que se realizaban una vez al año, además de otras actividades como bingos, canastas y té. El Ministerio de Justicia aprobó el 14 de septiembre de 1948 la personalidad jurídica de la Sociedad.
En 1950, la Sociedad arrienda una casa en la calle Génova, donde establece la «Escuela Especial de Lisiados», pero tras la epidemia de poliomielitis que se intensificó en 1955, la escasa infraestructura de la sede que la Sociedad tenía no dio abasto para atender a tantos menores. En vista de aquello, la Polla Chilena de Beneficencia donó una nueva sede, ubicada en Huérfanos 2681, en el Barrio Yungay. Al primer «Centro de Rehabilitación Carlos Urrutia» se sumó un internado y un taller de ortopedia donados por representantes de Chevrolet.
La poliomielitis comenzó a ser tratada con vacunas, por lo que dejó de ser la prioridad de la institución, a la que comenzaron a llegar pacientes con parálisis cerebral, malformaciones congénitas, discapacidades por accidentes, problemas neurológicos, distrofia muscular progresiva y otras enfermedades del aparato psicomotor. Nuevos aparatos donados por el gobierno de Dinamarca permitieron mejorar las salas de atención y los talleres de prótesis y órtesis.
Durante más de treinta años, la Sociedad Pro-Ayuda desarrolló sin grandes problemas sus labores médicas y educativas, a pesar de no contar con más financiamiento que los aportes entregados por países extranjeros. Sería recién en 1975 cuando la institución comienza a sufrir serios problemas económicos y ya en 1978, los requerimientos hacen que la Sociedad se vea sobrepasada, pues la casona de calle Huérfanos tenía una capacidad para atender a solo 75 pacientes.

### La primera Teletón

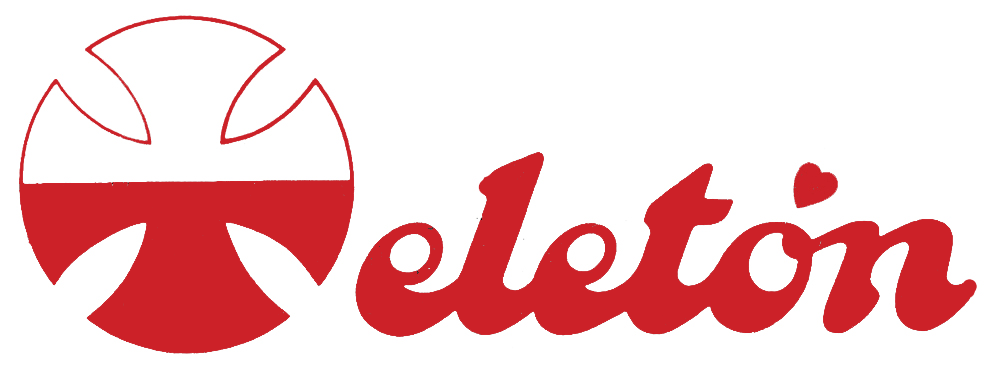
Logotipo de la Teletón entre 1978 y 1995.

Una realidad diametralmente opuesta vivía en ese entonces Mario Kreutzberger, presentador de televisión chileno conocido como «Don Francisco». A fines de la década de 1970, Kreutzberger era indiscutidamente uno de los presentadores más populares gracias a Sábados gigantes. Sin embargo, el animador sentía que debía hacer un aporte concreto al público chileno que lo había llevado hasta la cima. Con esto en mente, ideó una campaña benéfica que entregara aportes en dinero a un determinado grupo con algún tipo de necesidad, similar al MDA Labor Day Telethon realizado en ese entonces por Jerry Lewis en los Estados Unidos.
| «[…] Chile siempre confía en su destino, ¿saben ustedes por qué? Porque el gran valor de este país es su gente, el gran valor y la gran riqueza y el gran tesoro de este país es su gente, y su gente somos todos nosotros... Estamos contribuyendo a que los niños enfermos puedan sonreír, ¿sabe usted qué es lo que hay en cada niño que sonríe? Un canto a la vida, un canto a la dicha y un canto al amor. Muchas gracias». —Julio Martínez, discurso en la Teletón 1978. |

Coincidentemente, Kreutzberger es invitado a una edición del programa de televisión Dingolondango, de la red estatal de televisión chilena TVN, donde debía donar dinero a una organización benéfica. Fue en ese momento cuando conoció a Ernesto Rosenfeld, presidente de la Sociedad Pro-Ayuda, a quien donó $ 15 000 de entonces y que le invitó a conocer la obra que él encabezaba. Así, se acercó y decidió que los niños discapacitados serían el grupo al que su nueva campaña ayudaría. Tras la decisión, propuso la idea al directorio de la Sociedad y en 1978 se comprometió a recaudar un millón de dólares para ellos. Para lograrlo, necesitaba una inédita cobertura comunicacional, que solo le podía brindar la unión de todos los medios de comunicación.
Uno por uno, Don Francisco convenció a todos los ejecutivos de la televisión chilena, a los dueños de radioemisoras, diarios y revistas, para que cedieran gratuitamente sus espacios y juntos motivaran a la comunidad a unirse a la maratón televisiva. Personaje clave en estas gestiones fue Antonio Vodanovic, quien en esa época además de ser un presentador conocido era gerente de Televisión Nacional de Chile, cadena que en ese entonces tenía un alcance nacional a diferencia de Canal 13 .[cita requerida] Muchos artistas chilenos también participaron sin intereses personales en esta campaña. Las gestiones se desarrollaron en un momento y coyuntura complejo para el país: el país estaba en una situación frágil, tras cinco años desde el golpe de Estado de 1973 y el establecimiento de la dictadura cívico-militar, a lo que se sumaba la posibilidad de un inminente conflicto armado contra Argentina, así como un malestar creciente a partir de diversas situaciones de gran repercusión pública, entre ellas, el caso Hornos de Lonquén. 
No obstante lo anterior, la iniciativa -inédita para entonces- tuvo la osadía de intentar unir simbólicamente a todo el pueblo chileno en torno a esta obra de caridad. Así, el 8 de diciembre de 1978 se dio inicio a la primera Teletón chilena, que duró 27 horas, se transmitió en colores desde el Teatro Casino Las Vegas y recaudó $ 84 millones de pesos (2,5 millones de dólares de la época).

El Teatro se encontraba repleto. En la calle se formaban filas de personas para entrar. Los aportes se multiplicaban. Quienes no contaban con dinero, llevaban canastos de fruta, joyas y ladrillos.
Fundación Teletón

### Consolidación (1979-1986)

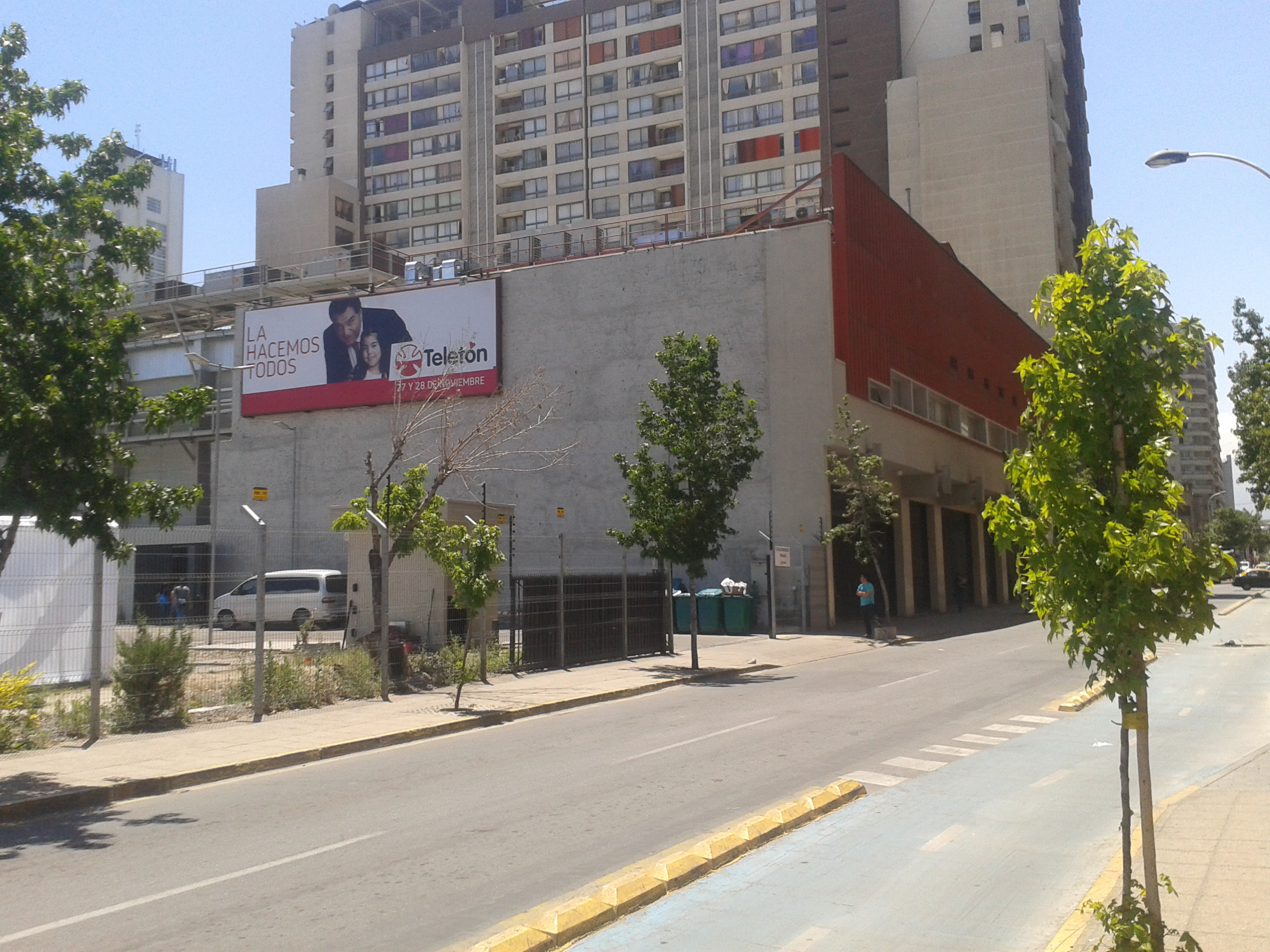
Fachada del Teatro Teletón.

Tras el éxito de la primera Teletón, se organizan cuatro teletones más para poder financiar los costos de la Sociedad Pro-Ayuda. A pesar de la crisis económica a la que entraría el país a principios de los años 1980, las cinco primeras teletones superaron las metas establecidas fácilmente. De acuerdo a lo estimado por Don Francisco, con lo recaudado hasta la Quinta Teletón (865.349.158 pesos de la época, equivalentes a 27 millones de dólares) era posible mantener la obra solidaria sin la necesidad de realizar los eventos televisivos, por lo que el lema de esta edición fue «El último paso, el más importante». El monto recaudado en dicha oportunidad fue de 263 millones de pesos, tres veces superior a lo recaudado en 1978 y ocho veces sobre la meta de aquel año.
La popularidad de la Teletón provocó que muchas personas con discapacidad intentaran ser tratadas por el nuevo Instituto de Rehabilitación Infantil de Santiago, ubicado en la Alameda junto a la estación Ecuador del Metro e inaugurado en 1979, provocando un explosivo aumento en la demanda. Además, nuevos pacientes comenzaron a ser tratados en los recién inaugurados IRI de Antofagasta, Concepción (ambos en 1981) y Valparaíso (en 1982).
El crecimiento de la institución y el alcance e impacto de la campaña a nivel nacional hizo que la decisión de no realizar más teletones tuviera que ser reconsiderada. Así, en 1985 se realizó la Sexta Teletón y se realizarían desde ese momento de manera casi ininterrumpida.
A través del Decreto Supremo Nº95/ 1986 del Ministerio de Justicia, fue aprobada la personalidad jurídica de la Fundación Teletón, el 22 de enero de 1986.  La Fundación Teletón quedaría desde ese momento a cargo de la organización y administración de la recaudación de fondos de la Sociedad Pro-Ayuda del Niño Lisiado. que para entonces ya recibía además financiamiento basal de la Polla Chilena de Beneficencia conforme a la ley. En 1986 el Teatro Casino Las Vegas salió a remate, oportunidad que aprovechó la Fundación Teletón para adjudicárselo y rebautizarlo como Teatro Teletón.

### Nuevos desafíos y cambios (1987-2019)

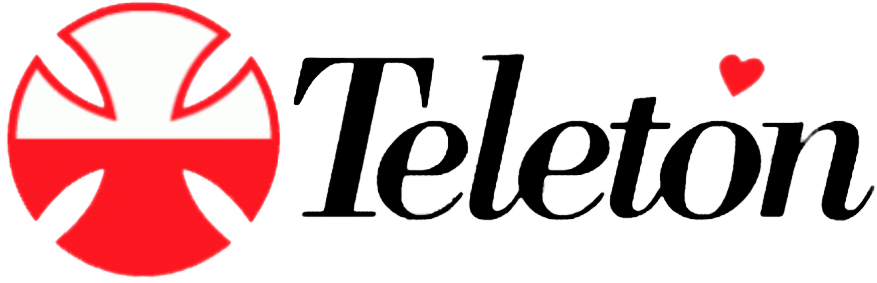
Logotipo de la Teletón entre 1996 y 2006.

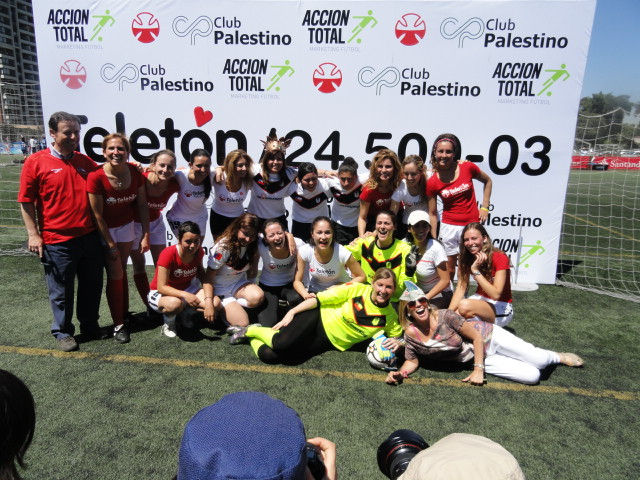
Junto con la emisión televisiva se realizan centenares de actividades paralelas a lo largo de todo el país, desde peñas folklóricas hasta actividades deportivas con el fin de recaudar fondos para la Fundación Teletón. En la foto, torneo de fútbol celebrado en el Club Palestino en el año 2012 en el contexto de la edición de ese año.

Con el paso del tiempo, la Teletón se convirtió en uno de los principales eventos realizados en el país, congregando a gran parte de la población. Tras el retorno a la democracia, la organización adoptó la decisión de no realizar la campaña los años en que se realizan elecciones presidenciales y/o parlamentarias, para evitar que la Teletón fuera utilizada con fines políticos y que su relevancia pase a segundo plano al quedar eclipsada por los comicios. Sin embargo, las metas comenzaron a crecer y dejaron de ser tan alcanzables como en antaño, en gran parte por la construcción y mantenimiento de nuevos institutos de rehabilitación en Arica (1989), Puerto Montt (1991) e Iquique (1996). Si en las primeras realizaciones, la Teletón juntaba entre el 75 y 85 % del monto pactado durante las primeras 23 horas, ya a fines de los años 1980 la meta comenzó a ser alcanzada solo horas o minutos antes del cierre oficial, tal como ocurrió en la edición de 1988, en la cual se debió extender la transmisión en casi una hora para alcanzar la meta[cita requerida], con un último cómputo al aire de 525 millones de pesos. Luego de esa edición, en la primera mitad de los años 1990 se lograron campañas muy exitosas, cerrando la transmisión del evento de 1992 con una recaudación casi 5 veces mayor a la del cierre en 1988, alcanzando los 2 512 millones de pesos. Sin embargo, en 1995, la Teletón sufrió su momento más duro. En la XIII Teletón se esperaba que la meta correspondiera a la recaudación final de la edición de 1994, que alcanzó la cifra de $ 3 640 268 169, pero finalmente fue establecida como el doble de lo reunido al cierre dicha edición, lo que equivalía a $ 6 277 027 832; esto debido a la necesidad de construir más institutos de rehabilitación producto del aumento en las listas de espera. Al cierre del evento, realizado por primera vez en el Estadio Nacional, el total recaudado alcanzó a $5 005 253 668, mientras que la recaudación final entregada días después por el Banco de Chile alcanzó $5 534 774 829[cita requerida], siendo la primera y única vez en que no se ha alcanzado la meta tras el último cómputo anunciado al aire ni después de hacerse pública la recaudación total de la campaña.
Tras este episodio, la Teletón realizó un estudio para encontrar las falencias de la campaña. Desde ese momento, Don Francisco dejó de tener el protagonismo exclusivo del evento, delegando parte de su rol como líder de la campaña a otras figuras de la televisión. La campaña de la Teletón 1996, en la que se cambió el antiguo logo del evento, se enfocó en atraer al público joven. Ese año, la meta fue alcanzada nuevamente, aunque no sin dificultades, lo que se repetiría en años posteriores. Durante la Teletón 2003, la meta estuvo seriamente comprometida, por lo que un aporte final del Gobierno y de los directivos corporativos de la institución permitieron alcanzar un total de 10,6 mil millones de pesos.
Desde el año 2000 se inauguraron los institutos de Coquimbo (2003), Talca (2006), Copiapó (2011), Calama (2013), Coyhaique (2014) y Valdivia (2016). El 29 de abril de 2009 se colocó la primera piedra de lo que será el nuevo Teatro Teletón, que tendrá el nombre de Centro Artístico Cultural y de Convenciones Teletón.
En la década de 2010, la tradición de no hacer la campaña en años con elecciones presidenciales o parlamentarias comenzó a quedar atrás. En 2013 se decidió emitir un documental llamado Teletón, orgullo de Chile, que fue estrenado el 1 de diciembre por los canales asociados a Anatel, además de TV Chile, relatando los 35 años de trayectoria de la campaña. Cuatro años más tarde, en 2017, se realizó por primera vez el evento en año electoral, a menos de tres semanas de las elecciones presidencial y parlamentarias.

### Modernización (2020-actualidad)
La crisis política de 2019 en Chile sumado a otros acontecimientos como la pandemia de COVID-19 obligaron a la organización del evento a evolucionar nuevamente el formato de la campaña. La crisis de credibilidad que tuvieron los medios de comunicación tras la crisis política de 2019, sumado a cuestionamientos públicos de influenciadores y líderes de opinión a varios presentadores de televisión y figuras del mundo del espectáculo por su posición pública en las crisis de esos años, obligaron a reestructuraciones inéditas tras la realización de la XXXI edición.[cita requerida]  A partir de entonces, el protagonismo de las plataformas digitales adquirió una relevancia cada vez mayor, así como un mayor posicionamiento de un enfoque más austero y ciudadano a la campaña bajo el eslogan Todos los días, con el cual se busca dar mayor énfasis a la labor de rehabilitación realizada en los institutos a lo largo de todo el año, en lugar de centrar el protagonismo exclusivamente en la fecha del evento televisivo.
Otro de los aspectos que se han modernizado en las últimas ediciones han sido las vías de recaudación. Debido a la pandemia de COVID-19, en la XXXI edición solo se recibieron aportes de forma digital, donde si bien el Banco de Chile continuó con su rol de auspiciador y banco oficial de la campaña, otros de los principales bancos del país se hicieron partícipes del evento ofreciendo sus plataformas digitales como vía de recaudación. En las siguientes ediciones se ha instaurado un sistema híbrido de recaudación, donde además de los puntos presenciales para donar facilitados por el Banco de Chile como sus sucursales, cajeros automáticos, cajas auxiliares y cajas buzón, se cuenta con las plataformas digitales del banco, así como también se han mantenido las facilidades de parte de otros bancos para realizar aportes.
En el año 2022, se anunció formalmente la construcción del instituto de rehabilitación infantil en Rancagua, proyecto que cuenta con el financiamiento del Gobierno Regional de O'Higgins y el Ministerio de Obras Públicas, y cuyo presupuesto fue aprobado en noviembre del mismo año.En el contexto de la XXXIV edición, el presidente de la república Gabriel Boric Font anunció que el Ministerio de Obras Públicas financiará la construcción del Instituto de Rehabilitación Infantil en Chillán.Otras obras incluyen la actualización de los Institutos de Rehabilitación existentes.
En 2024, como parte de los primeros anuncios realizados acerca de la XXXV edición de la campaña, Mario Kreutzberger señaló que el equipo organizador planea realizar nuevas modificaciones al formato del evento televisivo. Debido al protagonismo de las plataformas digitales y a la aparición de señales secundarias de los canales transmisores del evento debido a la consolidación de la televisión digital terrestre en Chile, se señaló que se busca aprovechar estos medios para profundizar contenidos relacionados al evento de forma paralela a la transmisión televisiva regular.Un cambio radical que se le hizo a la Teletón es el lugar de cierre; después del éxito del cierre en la Quinta Vergara en la campaña anterior (la cual no se pudo llevar a cabo en el Estadio Nacional, como era de tradición, por la realización de los Juegos Panamericanos y Parapanamericanos de ese año), se decidió mantener este lugar para el cierre para la edición de 2024.

## Resumen histórico
| Edición | Año  | Fecha                            | Lema                                  | Niño(a) Embajador/a     | Meta de recaudación1 | Último cómputo emitido al aire | ±%     | Recaudación total según auditoría posterior al evento | Valor actual3 4 | Dólares4   |
| ------- | ---- | -------------------------------- | ------------------------------------- | ----------------------- | -------------------- | ------------------------------ | ------ | ----------------------------------------------------- | --------------- | ---------- |
| I       | 1978 | 8 y 9 de diciembre               | Logremos el milagro                   | Jane Hermosilla         | 33 790 000           | 84 361 838                     | 149,67 |                                                       | 5 162 040 148   | 5 801 740  |
| II      | 1979 | 30 de noviembre y 1 de diciembre | Repitamos lo increíble                | Valeria Arias           | 84 361 838           | 138 728 450                    | 64,44  |                                                       | 6 352 433 970   | 7 139 652  |
| III     | 1980 | 5 y 6 de diciembre               | De pie la esperanza!                  | José Morales            | 138 728 450          | 176 450 628                    | 32,92  |                                                       | 6 027 833 685   | 6 774 826  |
| IV      | 1981 | 11 y 12 de diciembre             | Juntos, todo es posible               | Ana María Cortés        | 176 450 628          | 202 436 220                    | 14,75  |                                                       | 6 075 311 991   | 6 828 188  |
| V       | 1982 | 10 y 11 de diciembre             | El último paso, el más importante     | Francisco Muñoz         | 202 436 220          | 263 402 022                    | 30,12  |                                                       | 6 787 538 184   | 7 628 676  |
| VI      | 1985 | 6 y 7 de diciembre               | El milagro de todos                   | Víctor Muñoz            | 263 402 022          | 305 223 402                    | 39,90  | 368 495 845 [cita requerida]                          | 4 885 656 652   | 5 491 106  |
| VII     | 1987 | 4 y 5 de diciembre               | Para creer en la vida                 | Víctor Torres           | 368 495 845          | 427 231 106                    | 36,31  | 502 293 311 [cita requerida]                          | 4 643 335 963   | 5 218 756  |
| VIII    | 1988 | 2 y 3 de diciembre               | Es tarea de todos                     | Rodrigo Cáceres         | 502 293 311          | 525 801 100                    | 41,69  | 711 712 019 [cita requerida]                          | 5 835 793 093   | 6 558 987  |
| IX      | 1990 | 7 y 8 de diciembre               | Nadie puede faltar                    | Daniela Muñoz           | 711 712 019          | 1 106 098 601                  | 62,05  | 1 153 291 010 [cita requerida]                        | 6 071 892 720   | 6 824 345  |
| X       | 1991 | 29 y 30 de noviembre             | Gracias a usted                       | Ángela Castro           | 1 153 291 010        | 1 584 289 345                  | 56,42  | 1 803 923 485 [cita requerida]                        | 8 290 426 489   | 9 317 808  |
| XI      | 1992 | 27 y 28 de noviembre             | Hay tanto por hacer                   | Nicolás Sánchez         | 1 803 923 485        | 2 512 056 801                  | 59,33  | 2 874 230 697 [cita requerida]                        | 11 548 974 676  | 12 980 168 |
| XII     | 1994 | 2 y 3 de diciembre               | El compromiso de Chile                | Loreto Manzanera        | 2 874 230 697        | 3 138 513 916                  | 26,65  | 3 640 268 169 [cita requerida]                        | 11 661 548 140  | 13 106 692 |
| XIII    | 1995 | 1 y 2 de diciembre               | Nuestra gran obra                     | Marcel Cáceres          | 6 277 027 832        | 5 005 253 668                  | -11,82 | 5 534 774 829 [cita requerida]                        | 16 304 086 007  | 18 324 551 |
| XIV     | 1996 | 6 y 7 de diciembre               | Otro paso adelante                    | Nicole Núñez            | 5 534 774 829        | 5 692 426 301                  | 2,85   | 6 050 000 [cita requerida]                            | 15 843 033 416  | 17 806 363 |
| XV      | 1998 | 4 y 5 de diciembre               | Todos contamos                        | Scarlett Barrientos     | 5 692 426 301        | 6 029 912 577                  | 5,93   | 6 348 923 458                                         | 15 043 093 094  | 16 907 291 |
| XVI     | 2000 | 1 y 2 de diciembre               | Un desafío para los chilenos          | Ignacio Soto            | 6 029 912 577        | 6 450 614 205                  | 12,31  | 6 772 445 028 [cita requerida]                        | 15 819 208 848  | 17 779 586 |
| XVII    | 2002 | 29 y 30 de noviembre             | La Teletón es tuya                    | Kimberly Cruz           | 10 000               | 10 532 480 521                 | 5,32   | 11 573 600 179                                        | 23 215 611 239  | 26 092 579 |
| XVIII   | 2003 | 21 y 22 de noviembre             | La Teletón es tuya, ¡acuérdate!       | Camilo Valverde         | 10 532 480 521       | 10 600 000                     | 0,64   | 10 946 288 369                                        | 22 864 239 567  | 25 697 664 |
| XIX     | 2004 | 3 y 4 de diciembre               | Ellos dependen de ti                  | Catalina Paillamilla    | 10 600 000           | 11 403 914 256                 | 7,58   | 13 227 892 546                                        | 24 327 356 495  | 27 342 096 |
| XX      | 2006 | 1 y 2 de diciembre               | Con todo el corazón                   | Kelly Rodríguez         | 11 403 914 256       | 11 804 425 008                 | 3,51   | 14 110 203 362                                        | 23 548 656 047  | 26 466 896 |
| XXI     | 2007 | 30 de noviembre y 1 de diciembre | En cada paso estás tú                 | Matías Calderón         | 11 804 425 008       | 13 255 231 970                 | 12,29  | 16 929 371 138                                        | 24 914 592 013  | 28 002 104 |
| XXII    | 2008 | 28 y 29 de noviembre             | Gracias a ti, podemos seguir          | Catalina Aranda         | 13 255 231 970       | 16 589 850 127                 | 25,16  | 22 533 294 849                                        | 29 241 592 486  | 32 865 323 |
| XXIII   | 2010 | 3 y 4 de diciembre               | Chile, un solo corazón                | Cristóbal Galleguillos  | 16 589 850 127       | 18 890 559 347                 | 13,87  | 24 420 293 420                                        | 32 616 910 150  | 36 658 923 |
| XXIV    | 2011 | 2 y 3 de diciembre               | Con la fuerza del corazón             | Isidora Guzmán          | 18 890 559 347       | 21 735 065 277                 | 15,06  | 28 457 298 750                                        | 36 203 552 631  | 40 690 036 |
| XXV     | 2012 | 30 de noviembre y 1 de diciembre | Puro corazón                          | Sebastián Montalván     | 21 735 065 277       | 25 445 520 245                 | 17,07  | 31 255 222 196                                        | 41 449 120 509  | 46 641 851 |
| XXVI    | 2014 | 28 y 29 de noviembre             | Somos todos                           | Matías Torres           | 25 445 520 245       | 28 176 895 804                 | 10,73  | 34 582 986 027                                        | 42 759 928 355  | 48 058 903 |
| XXVII   | 2015 | 27 y 28 de noviembre             | La hacemos todos                      | Antonella Alcántara     | 28 176 985 804       | 30 601 978 621                 | 8,61   | 36 126 424 717                                        | 44 381 758 883  | 49 881 717 |
| XXVIII  | 2016 | 2 y 3 de diciembre               | El abrazo de Chile                    | Vicente Jopia           | 30 601 978 621       | 32 040 179 848                 | 4,70   | 36 079 639 839                                        | 45 002 834 772  | 50 579 759 |
| XXIX    | 2017 | 1 y 2 de diciembre               | El abrazo de todos                    | Amylee Olivia           | 32 040 179 848       | 32 522 991 111                 | 1,50   | 35 140 164 263                                        | 44 841 328 278  | 50 398 238 |
| XXX     | 2018 | 30 de noviembre y 1 de diciembre | El regalo de todos                    | Florencia Catalán       | 32 522 991 111       | 32 851 438 341                 | 1,01   | 37 954 551 757                                        | 42 430 249 434  | 47 688 369 |
| XXXI    | 2020 | 3 y 4 de abril                   | Te acompaña / Todos los días          | Bastián Pinto           | Sin meta             | 34 703 593 204                 | 5,63   | 39 835 201 003                                        | 36 182 210 487  | 40 666 049 |
| XXXII   | 2021 | 3 y 4 de diciembre               | Todos los días                        | Ian Vega y Renata Ulloa | 34 703 593 204       | 35 248 655 075                 | 1,57   | 45 407 877 711                                        | 36 934 871 754  | 41 511 983 |
| XXXIII  | 2022 | 4 y 5 de noviembre               | Nos hace bien a todos, todos los días | Maithe Ilabaca          | 35 248 655 075       | 37 327 475 057                 | 5,90   | 43 959 783 308                                        | 45 542 335 507  | 47 936 081 |
| XXXIV   | 2023 | 10 y 11 de noviembre             | Nos hace bien, todos los días         | Amanda Meléndez         | 37 327 475 057       | 38 044 459 976                 | 1,92   | 44 066 375 340                                        | 44 066 375 340  | 48 076 955 |
| XXXV    | 2024 | 8 y 9 de noviembre               | Juntos, todos los días                | Chris Lindsay Doren     | 38 044 459 976       | 40 502 617 946                 | 6,46   | 47 437 062 872                                        |                 |            |
| XXXVI   | 2025 | 28 y 29 de noviembre             | Todos los días                        | Alan García Gaete       | 40 502 617 946       |                                |        |                                                       |                 |            |

Notas
1. Pesos chilenos de la época.[52]
2. Pesos chilenos de la época.[52] aportadas por la Fundación Teletón, y que no refleja en todos los casos la recaudación final, la cual puede variar significativamente.
3. Pesos chilenos, ajustados por inflación a noviembre de 2023.[53][54]
4. Dólares estadounidenses, valores sobre la base de «valor actual» según información del Banco Central de Chile.[55][56]

## Rehabilitación infantil

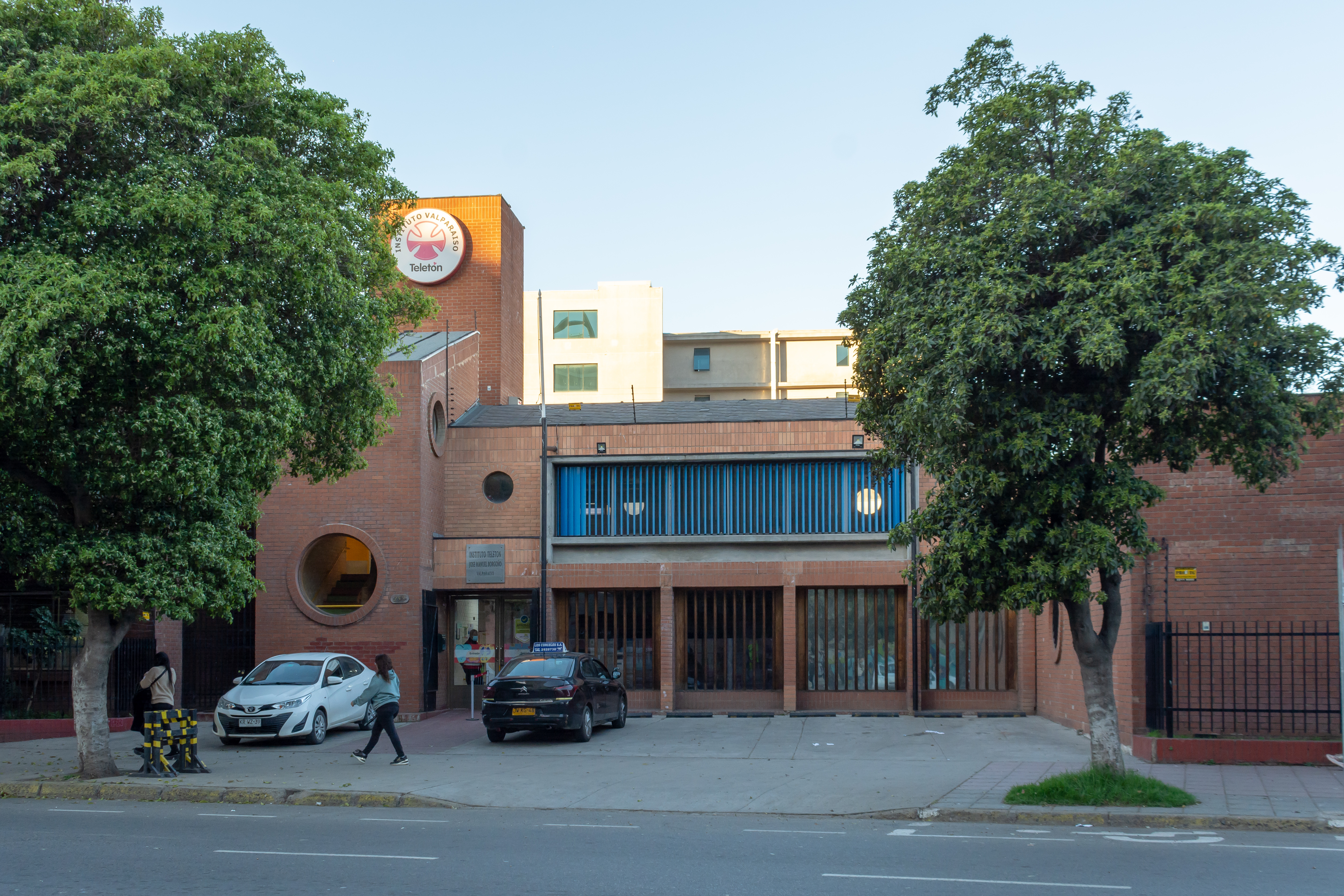
Instituto de Rehabilitación de la Fundación Teletón en la ciudad de Valparaíso.

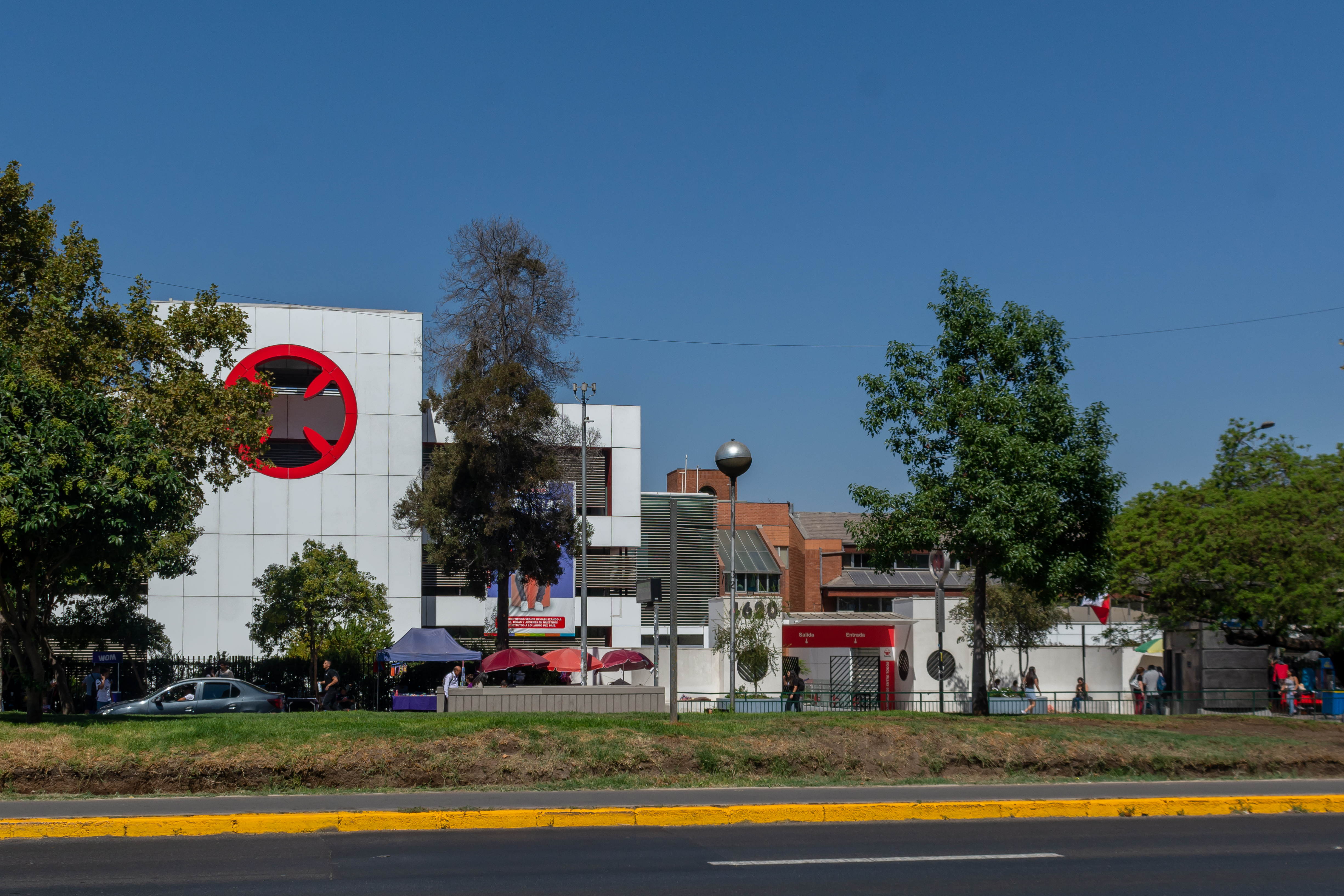
Vista del Instituto Teletón de Santiago, en Estación Central.

La labor de los profesionales de los Institutos de Rehabilitación Infantil (IRI) de la Teletón se ha especializado en atender niños y jóvenes de hasta 24 años que presenten alguna discapacidad motora, por causas musculares, neurológicas u óseas.
Entre las principales causas de las discapacidades que se atienden en Teletón, se encuentran: parálisis cerebral, mielomeningocele (espina bífida), amputaciones y malformaciones congénitas, paraplejias y tetraplejías por lesiones raquimedulares, secuelas de traumatismos craneanos y diversas enfermedades neuromusculares, genéticas o del sistema nervioso central.
El trabajo de rehabilitación se realiza diariamente en los trece IRI Teletón que se han construido a lo largo de Chile. El área médica es administrada por la Sociedad Pro-Ayuda al Niño Lisiado, mientras que la administración de recursos es ejecutada por la Fundación Teletón. Dentro de los planes de la Fundación se encuentra la creación de nuevos IRI, siendo los de mayor urgencia los de las ciudades de Valdivia —inaugurado en noviembre de 2016— y en el futuro se espera reducir las distancias entre los centros a 100 kilómetros (incluyendo centros en Rancagua, Curicó, Chillán y Punta Arenas).
El 16 de septiembre de 2015, un terremoto y posterior tsunami azotaron a Coquimbo, con lo cual el centro de rehabilitación ubicado en dicha ciudad resultó completamente inundado y destruido. El resultado de este evento es que, por primera vez, se tomó la decisión de trasladar y construir nuevamente un centro de rehabilitación en otro lugar, por lo que se barajaron varios lugares de conurbación La Serena-Coquimbo para edificarla. Finalmente, se eligió el sector de «El Llano» en Coquimbo —cercano a la Pampilla— para construir el nuevo IRI de Coquimbo. La Municipalidad de Coquimbo le entregó a Teletón el comodato para construir dicho centro de rehabilitación.
| Mapa de los 14 Institutos Teletón | \| Instituto \| Inauguración \| N.º de pacientes \| \| ------------ \| ------------------------ \| ---------------- \| \| Arica \| 6 de marzo de 1989 \| 672 \| \| Iquique \| 7 de diciembre de 1996 \| 883 \| \| Calama \| 27 de septiembre de 2013 \| 672 \| \| Antofagasta \| 1 de julio de 1981 \| 1121 \| \| Copiapó \| 18 de julio de 2011 \| 752 \| \| Coquimbo \| 25 de abril de 2003 \| 1537 \| \| Valparaíso \| 2 de abril de 1982 \| 3655 \| \| Santiago \| 1 de diciembre de 1979 \| 10 797 \| \| Talca \| 2 de diciembre de 2006 \| 1945 \| \| Concepción \| 20 de julio de 1981 \| 4008 \| \| Temuco \| 13 de noviembre de 2001 \| 1879 \| \| Valdivia \| 22 de noviembre de 2016 \| 736 \| \| Puerto Montt \| 7 de diciembre de 1990 \| 1991 \| \| Coyhaique \| 6 de enero de 2014 \| 669 \| |                  |
| Instituto                         | Inauguración | N.º de pacientes |
| Arica                             | 6 de marzo de 1989 | 672              |
| Iquique                           | 7 de diciembre de 1996 | 883              |
| Calama                            | 27 de septiembre de 2013 | 672              |
| Antofagasta                       | 1 de julio de 1981 | 1121             |
| Copiapó                           | 18 de julio de 2011 | 752              |
| Coquimbo                          | 25 de abril de 2003 | 1537             |
| Valparaíso                        | 2 de abril de 1982 | 3655             |
| Santiago                          | 1 de diciembre de 1979 | 10 797           |
| Talca                             | 2 de diciembre de 2006 | 1945             |
| Concepción                        | 20 de julio de 1981 | 4008             |
| Temuco                            | 13 de noviembre de 2001 | 1879             |
| Valdivia                          | 22 de noviembre de 2016 | 736              |
| Puerto Montt                      | 7 de diciembre de 1990 | 1991             |
| Coyhaique                         | 6 de enero de 2014 | 669              |

De acuerdo a los informes entregados por la Fundación Teletón en 2021, 31 317 pacientes fueron atendidos durante ese año, totalizando 916 809 atenciones médico terapéuticas. Aproximadamente el 30 % de los pacientes se rehabilita en el instituto de la Región Metropolitana y el resto se concentra en regiones. La mayoría de los atendidos tiene entre 6 y 14 años de edad, los cuales componen 10 797. 1 042 profesionales y administrativos trabajaron durante ese año en los diversos institutos de la Fundación.

## Evento Teletón
Aunque la Fundación Teletón -de manera directa a través de donaciones de particulares; y a través de la subsidiaria Sociedad Pro-Ayuda al Niño Lisiado mediante aportes basales de FONASA y Polla Chilena de Beneficencia- recibe aportes financieros a lo largo del año, es gracias al evento donde se recauda la mayor cantidad de ingresos utilizados para la administración de los centros de rehabilitación. Los aportes individuales habitualmente suelen oscilar entre un 60% a un 70% de lo recaudado en el evento. Las donaciones de las empresas patrocinadoras del evento -que representan el porcentaje restante de lo recaudado y que además financian los gastos de producción y organización del evento- están reguladas conforme a la jurisprudencia vigente en Chile.

### Campaña

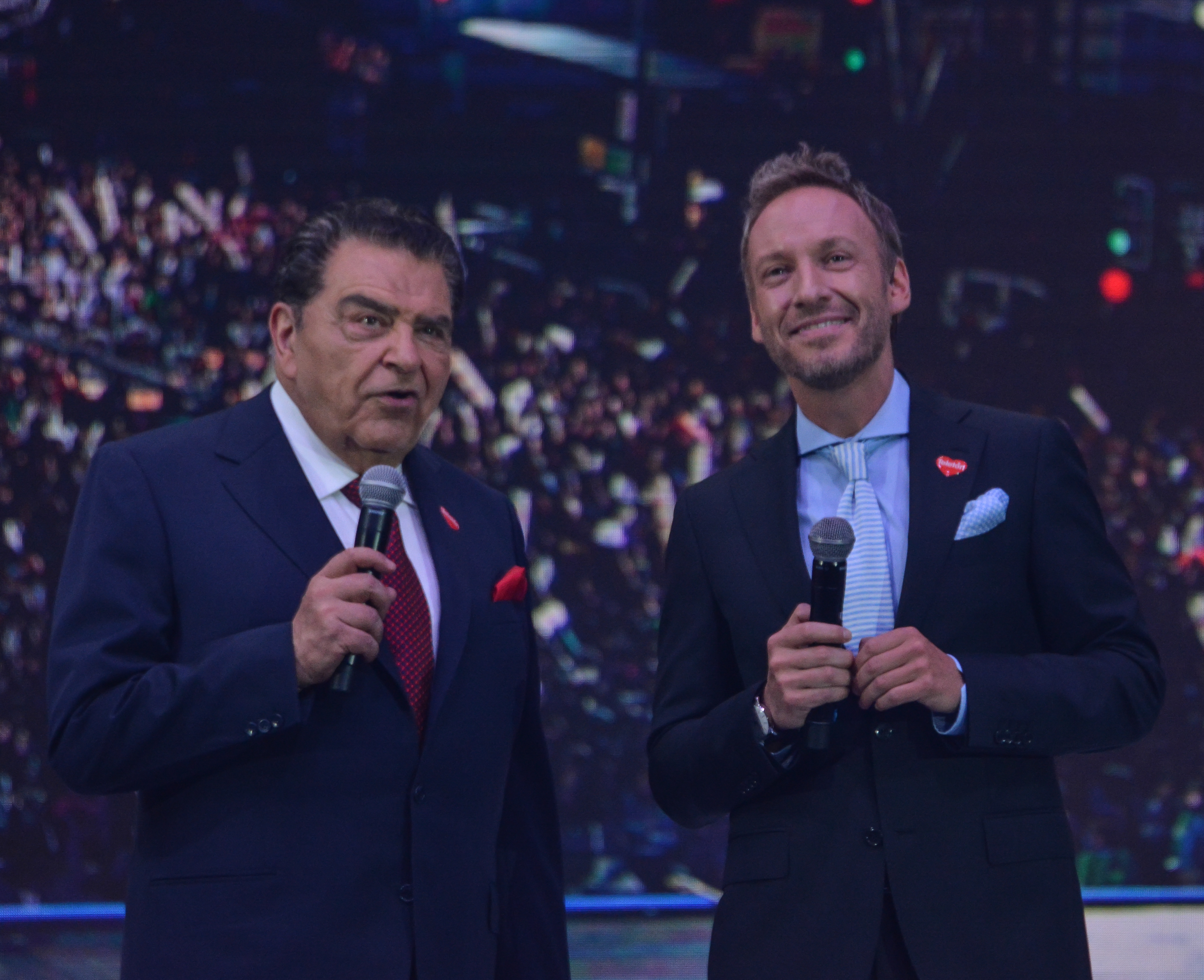
Don Francisco y Martín Cárcamo presentando una de las secciones de la edición emitida en el año 2017.

Meses antes del evento, la Fundación Teletón inicia la campaña para incentivar a la sociedad a participar en la obra benéfica. A ella se suman las cadenas de televisión de libre recepción chilena asociadas a la Asociación Nacional de Televisión (ANATEL, entidad encargada de la transmisión televisiva del evento) y a la Asociación Regional de Canales de Televisión (ARCATEL), las emisoras de radio agrupadas en la Asociación de Radiodifusores de Chile (ARCHI), y de manera voluntaria, diversos medios de comunicación locales sin afiliación gremial como estaciones de radio y periódicos, emisoras de televisión por subscrpición, así como presentadores, influenciadores y celebridades de redes sociales, deportistas, y otras entidades.
Diversos afiches son colocados en las grandes ciudades de Chile y las emisoras afiliadas a ANATEL, ARCATEL y ARCHI transmiten los avisos publicitarios tanto de la Teletón como de las empresas patrocinadoras asociadas al evento. Para reforzar la campaña, la Fundación Teletón hace un proceso interno para escoger un «embajador» de la campaña (hasta 2015,  «niño símbolo»), que participa activamente durante el evento en representación de todos los pacientes que son tratados en los institutos de la Teletón, como forma de visibilizar la labor clínica de la Fundación Teletón.
La campaña se refuerza a partir del mes previo al evento, cuando diversas figuras artísticas y celebridades inician giras a lo largo del país. La campaña se inicia habitualmente con la gira hacia el norte del país y que posteriormente es continuada con el llamado «Tren de la Teletón» que recorre desde Santiago al sur a lo largo de la línea férrea.

### Empresas patrocinadoras

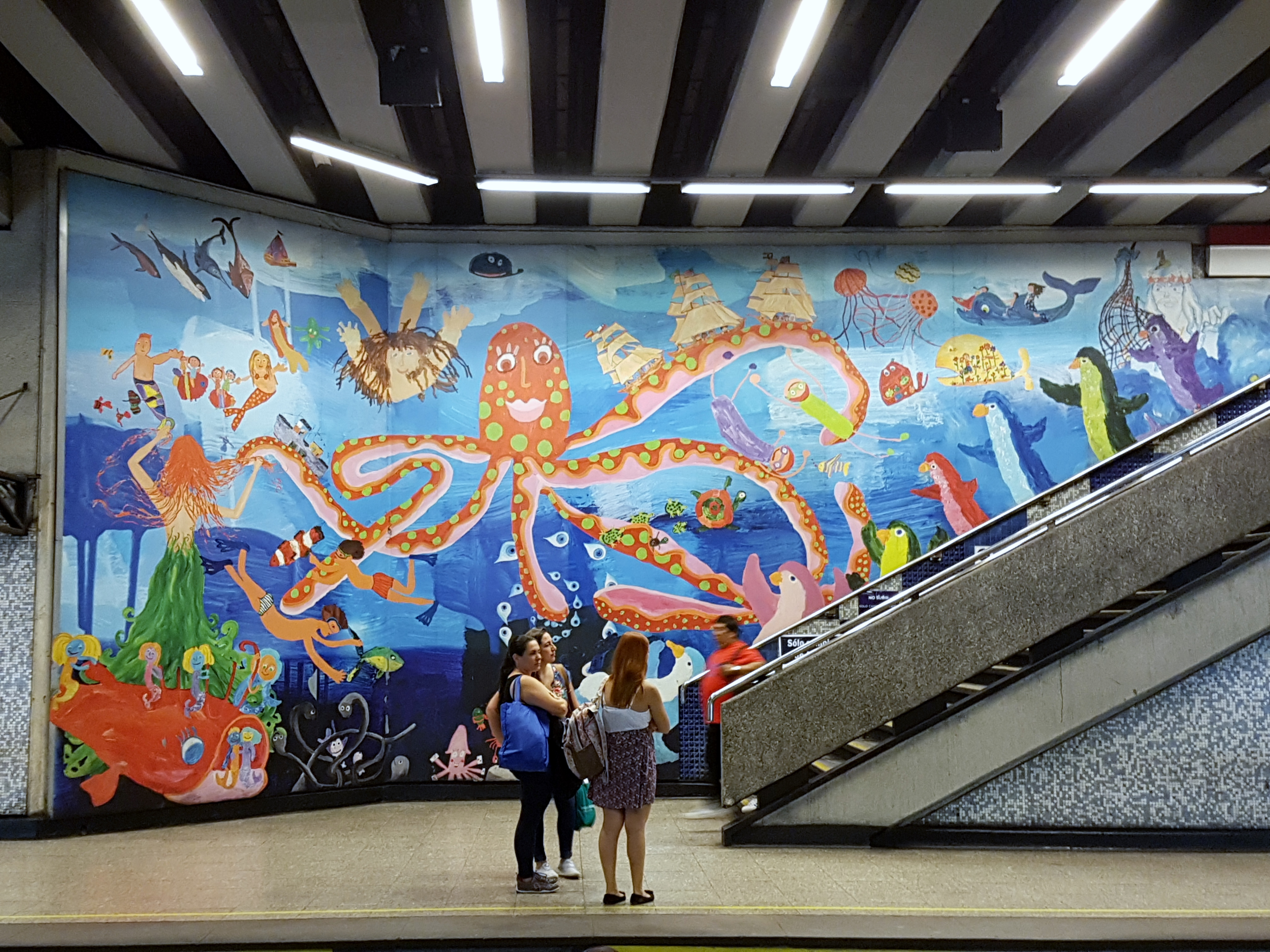
Mural creado por el pintor Jorge Artus en conjunto con los integrantes del taller de artes visuales del Instituto de Rehabilitación Infantil de Santiago de Chile. El mural, instalado en la estación Ecuador del Metro de Santiago de Chile, fue posible gracias al aporte y financiamiento de las empresas patrocinantes del evento.

Con la participación de las empresas patrocinadoras, la Fundación Teletón logra financiar gran parte de la producción y los costos publicitarios y logísticos del evento y logra generar presencia al asociarse con empresas líderes del mercado, las que no sólo participan en el evento televisivo sino que también en el desarrollo de actividades vinculadas al quehacer de la Fundación Teletón, entre ellas, talleres de artes visuales desarrollados en los institutos de rehabilitación, programas de voluntariado y vinculación con el medio, actividades deportivas, entre otras actividades. Las empresas asociadas, por otro lado, se posicionan en el quehacer local y promocionan sus principales productos utilizando a algunos de los rostros televisivos e influenciadores más populares a nivel local adheridos al evento.
Desde 1978, diversas empresas han trabajado como parte de la Teletón, pero solo cuatro lo han hecho de manera ininterrumpida: Banco de Chile, Compañía de Cervecerías Unidas, Soprole y Cambiaso Hermanos. Cinco empresas que también trabajaron desde aquel año, decidieron retirarse: The Coca-Cola Company en 1998, Nestlé en 2007 (aunque esta regresó solo en 2011), Johnson's Clothes en 2010, Tresmontes Lucchetti en 2016 (aunque esta no estuvo presente en 1981 y 1982) y Unilever en 2024. Otras empresas destacadas que históricamente han trabajado como parte de la Teletón han sido por ejemplo Watt's, Colun, Agrosuper, Dos en Uno (hoy Arcor), Procter & Gamble, Compañía Manufacturera de Papeles y Cartones, Ripley, Copec, LATAM Airlines (anteriormente LAN Chile y LAN Airlines), Laboratorios Maver y Claro.
A diferencia de otras teletones desarrolladas en Latinoamérica, no pueden ser auspiciadores los medios de comunicación, ya que esto restringiría la difusión del evento. Durante gran parte de la historia del evento, tampoco pudieron cumplir este rol empresas de distribución y venta de abarrotes, como mayoristas o supermercados; sin embargo, estas empresas podían participar como colaboradoras, realizando donaciones condicionadas a desafíos realizados durante el evento sin figurar entre las empresas auspiciadoras, tal como ocurrió con las cadenas de supermercados Líder (entre las ediciones de 1998 y 2010), y Unimarc(entre 2011 y 2021). Esto fue considerado a partir de la quinta edición de la campaña, y fue revertido a partir de 2022.

### Transmisión televisiva

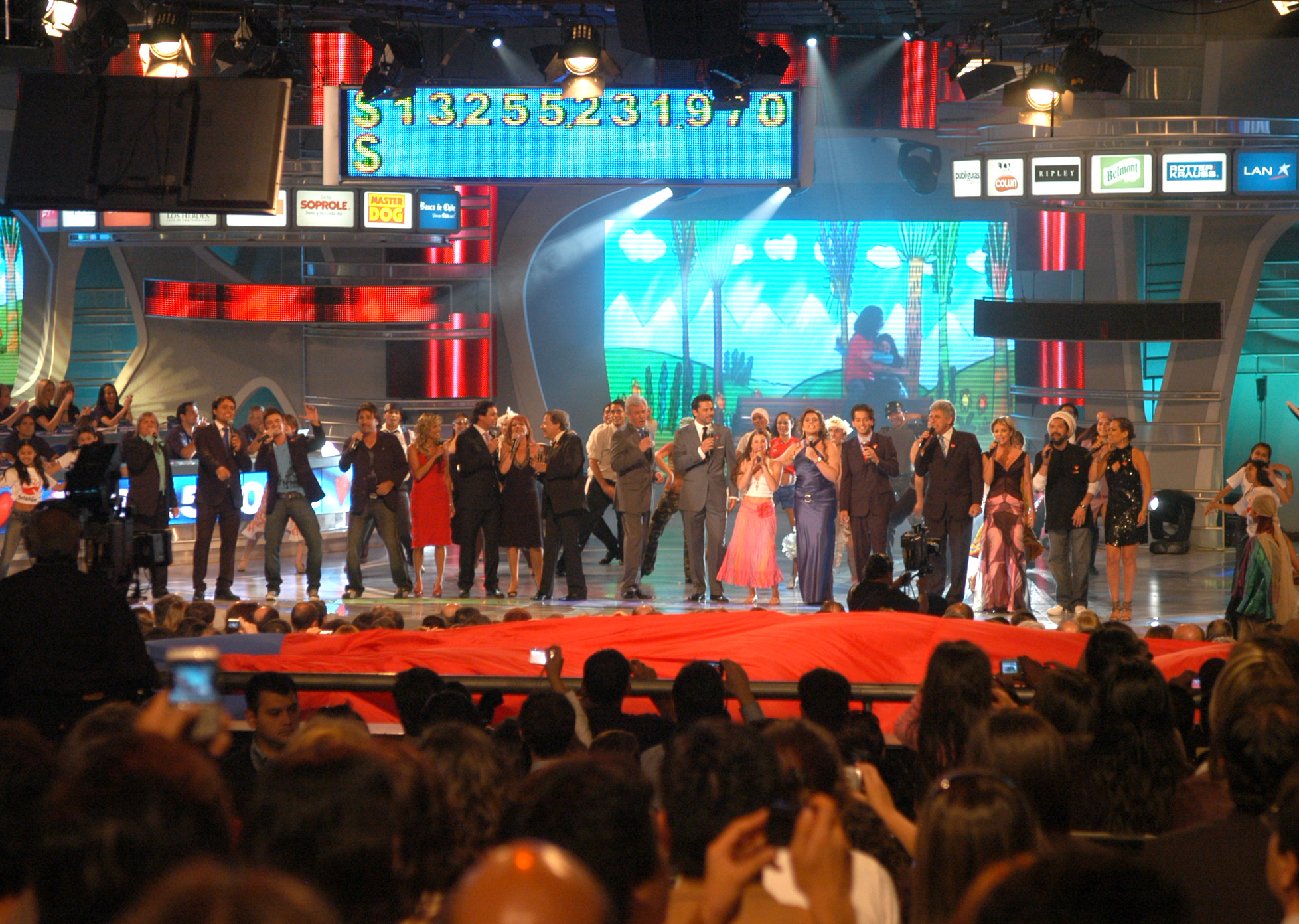
Apertura de la Teletón 2008.

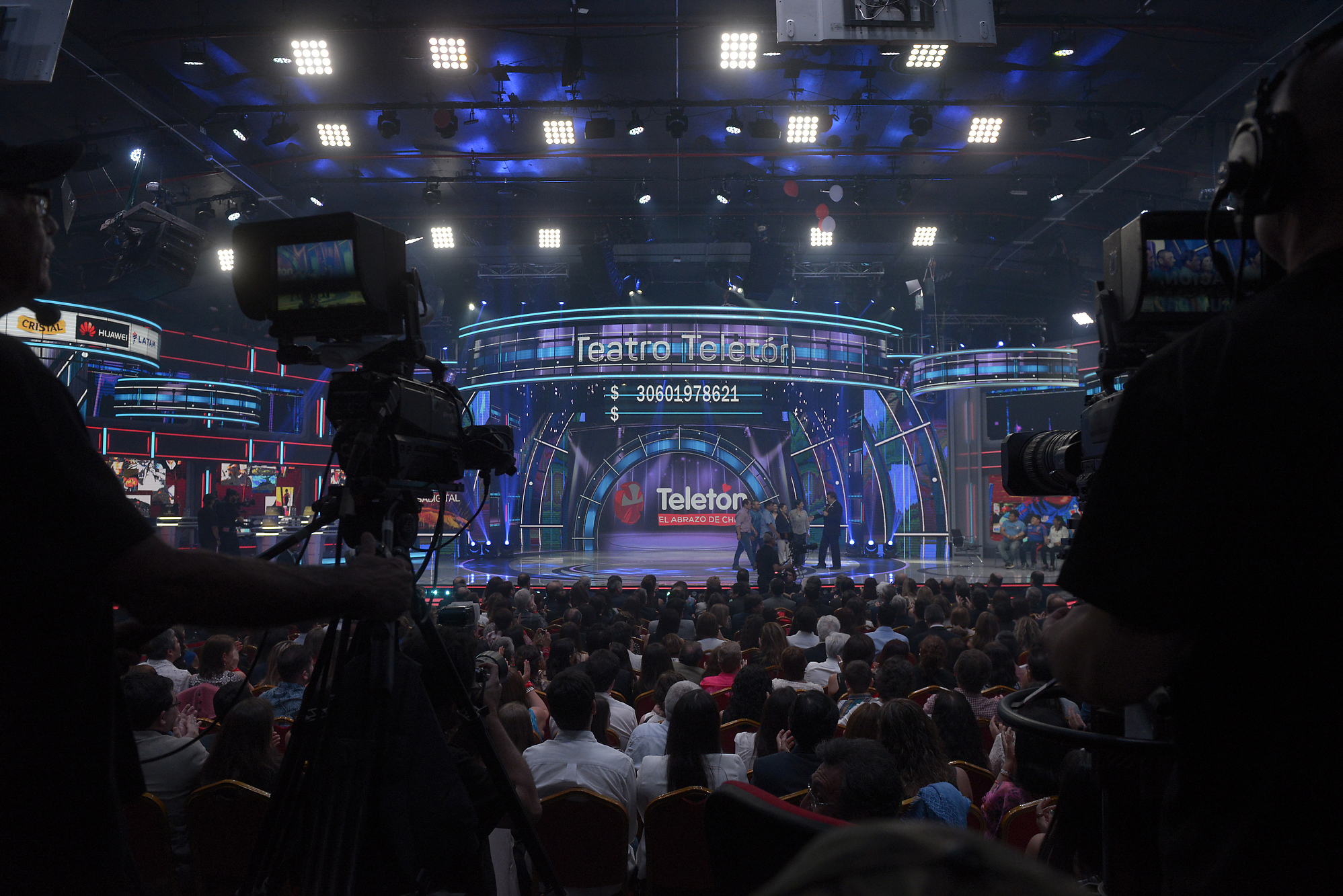
Apertura de la edición de 2016 visto desde la platea del Teatro Teletón. El evento ha mantenido un gran interés y participación de la ciudadanía no sólo por la emisión televisiva -emitida a través de una cadena nacional integrada por los canales asociados a ANATEL- sino que también por los eventos realizados en cada ciudad del país.

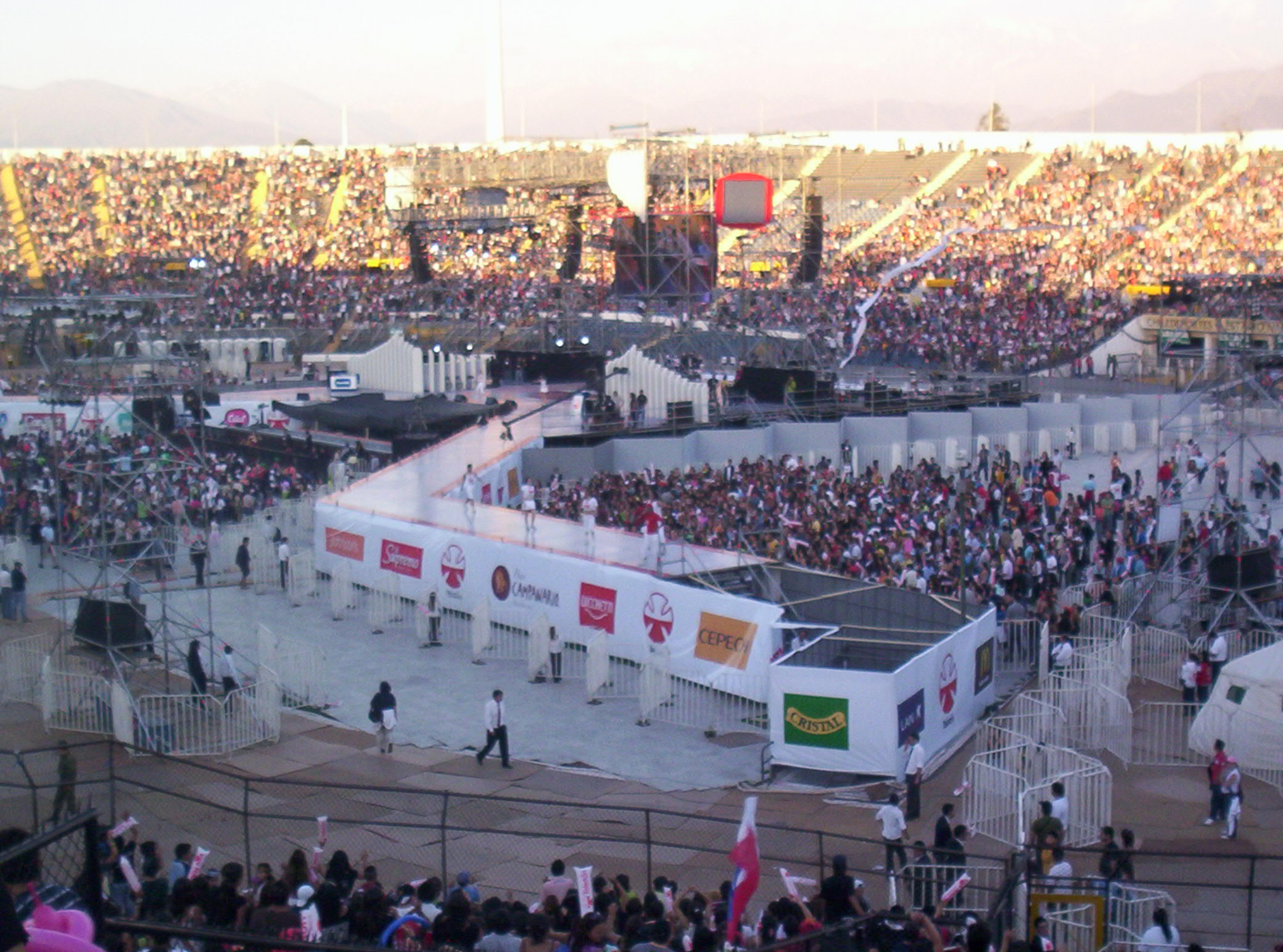
Escenario para el cierre de la Teletón 2007 en el Estadio Nacional de Chile.

El punto cúlmine de la campaña es el evento televisivo de la Teletón, que se da inicio a las 22 horas (UTC-3 por horario de verano) generalmente en una fecha definida en el mes de noviembre o el primer viernes de diciembre. El evento se desarrolla principalmente en el Teatro Teletón, partiendo habitualmente con el discurso breve de su presentador principal y, desde hace algunos años, con un breve mensaje del presidente de la república en ejercicio.
Tras la apertura, se realizan diversos bloques, generalmente presentados por diferentes rostros representativos de cada emisora asociada al evento, o por influenciadores y celebridades de redes sociales. Algunos de los segmentos más tradicionales incluyen la exhibición cada cierto tiempo de entrevistas y cortometrajes sobre testimonios de pacientes de la Fundación Teletón,  un segmento para adultos transmitido durante la madrugada  (hasta 2017 conocido como la «Vedetón», por la participación de vedettes y strippers; y desde 2018 a la actualidad como un bloque de stand-up y espectáculos de variedades), un bloque matinal realizado generalmente en exteriores, la inauguración de un nuevo centro, el bloque infantil (habitualmente conocido como «Levántate papito» o «Levántate mamita»),homenajes a intérpretes y compositores locales y extranjeros a cargo de artistas locales, y un show de variedades y eventos deportivos generalmente transmitidos al inicio de la tarde del sábado. A lo largo de la emisión televisiva (llamada coloquialmente como "las 27 horas de amor"), se suceden diversos contactos en directo a lo largo del país con las diversas sucursales y cajas auxiliares del Banco de Chile, para hacer una evaluación del avance de las recaudaciones. Cada cierto tiempo, y de acuerdo a la actualización de datos procesados, los presentadores anuncian al público los cómputos oficiales de la cantidad de dinero recaudado hasta ese momento. Desde la XXXI edición en adelante, se incluye además la transmisión de eventos paralelos a la emisión televisiva, como campeonatos de esports y otros eventos presentados por influenciadores y celebridades de redes sociales. [cita requerida] En todas las ciudades del país y diversas organizaciones, se realizan eventos simultáneos en formato presencial para poder incentivar a la población local para que participe y para recaudar dinero destinado para la Teletón.
La clausura de la Teletón era realizada tradicionalmente a la medianoche del día sábado en el Teatro Teletón, con la lectura del cómputo final oficial. Sin embargo, desde 1995 hasta 2022 (con excepción de la edición 2014, que por razón de la lluvia se tuvo que cerrar en el mismo teatro Teletón; y en las ediciones 2020 y 2021, por la pandemia del COVID-19 también cerró en el teatro Teletón) la ceremonia de clausura se realizó en el Estadio Nacional en Santiago. En el bloque de clausura, se presentan los principales artistas invitados y las empresas entregan los aportes monetarios más grandes y aquellos provenientes de metas cumplidas durante la jornada. El bloque de clausura, que se da inicio a las 22 horas, se extiende hasta más allá de las 12 de la noche, luego de que en los últimos años la entrega formal de los cómputos oficiales se ha retrasado por diversos motivos. En el año 2014, las malas condiciones climáticas obligaron a suspender el evento en el Estadio Nacional y retomar excepcionalmente el Teatro Teletón para la clausura. A fines de 2019, y de manera inédita, se reprogramó por razones de seguridad la celebración de la XXXI edición del evento solidario debido al contexto y las repercusiones de la crisis política de 2019 en Chile. La inestabilidad política de ese momento, sumado a una serie de cuestionamientos ampliamente difundidos desde influenciadores y redes sociales a personajes públicos, rostros televisivos y medios de comunicación debido a su posición pública respecto de la crisis política en Chile llevaron a la organización a tomar una posición inédita en su historia.[cita requerida] Debido a estas razones, el evento se reprogramó para el 3 y 4 de abril de 2020, y los patrocinadores de la XXXI edición decidieron anticipadamente realizar sus donativos previo al evento, en razón a la contingencia. Previo a la decisión de reprogramar la XXXI edición del evento para el año 2020 se evaluó por parte de la organización de la XXXI Teletón sobre la viabilidad de realizarlo en el Movistar Arena o en el mismo Teatro Teletón.Finalmente, la clausura de las ediciones de 2020 y 2021 se realizaron nuevamente desde el Teatro Teletón, en medio de un contexto marcado por la pandemia de coronavirus, no obstante, en el 2022, el formato de cierre en el Estadio Nacional volvió a ser utilizado. El 11 de julio de 2023 se confirmó oficialmente -y por vez primera- al Anfiteatro de la Quinta Vergara en Viña del Mar como escenario para el bloque de clausura de la XXXIV edición, debido a razones logísticas y de producción, y a que el Estadio Nacional se encuentra en uso por la realización de los Juegos Panamericanos y Parapanamericanos en la ciudad de Santiago. Tras el éxito del cierre de dicho recinto tras la campaña anterior la organización decidió que se volverá a repetir el cierre en la Quinta Vergara en la edición de 2024. El 8 de abril de 2025 se confirmó el regreso del cierre en el Estadio Nacional para la edición 2025 de la cruzada desde la última vez en 2022; pero esta vez a diferencia de otros años, el escenario estará ubicado en el sector de galería sur del estadio, como en los grandes conciertos; ya que segun las palabras de Juan Pablo González, colocar la escenografía en el centro de la cancha tiene el problema de darle la espalda al público.
La emisión televisiva ha tenido la presencia de artistas musicales de amplia trayectoria tanto a nivel local como internacional. El evento ha contado con la presencia de Los Jaivas, Faith No More, Celia Cruz, Chancho en Piedra, Gloria Estefan, Emmanuel, José Feliciano, Ricardo Montaner, Los Prisioneros, Lucero, José Luis Rodríguez "El Puma", Sandro, Chayanne, Juanes, Fito Páez, Marco Antonio Solís, Ricky Martin, Beto Cuevas, Los Bunkers, Juan Luis Guerra, Tito el Bambino, Los Pitbulls, Mocedades, Luis Fonsi, Diego Torres, Joan Manuel Serrat, Yuri, Gloria Trevi, Prince Royce, Axel, Luis Jara, Américo, Daddy Yankee, Carlos Vives, Rosana, Congreso, Illapu, Alberto Plaza, David Bisbal, Carlos Baute, Enrique Iglesias, Natalino, Myriam Hernández, Pedro Fernández, Elvis Crespo, Miguel Bosé, Franco de Vita, Paulina Rubio, Leslie Grace, Raphael, Becky G, entre muchos otros.

## Canales transmisores
Los canales de televisión asociados a ANATEL transmiten el evento Teletón. A lo largo de los años, los siguientes canales han transmitido la Teletón (en negrita los que continúan emitiendo el programa):
- UCV Televisión (entre 1978 y 2017) / TV+ (desde 2018)
- Canal 8 UCV Televisión (entre 1978 y 2000)
- Canal 7 UCV Televisión (entre 1990 y 1998)
- Televisión Nacional de Chile (desde 1978)
- Canal 13 (desde 1978)
- Canal 9/Teleonce/RTU (entre 1978 y 1992) / Chilevisión (desde 1994)
- Telenorte (entre 1978 y 2000)
- Canal 10 Universidad Austral de Chile (entre 1987 y 1992)
- Instituto Profesional de Chillán Televisión (entre 1985 y 1992)
- Canal 9 (en 1987 y 1988)
- Mega (desde 1990)
- La Red (desde 1991)[nota 7]
- Canal 9 Bío-Bío Televisión (desde 1991)
- Rock & Pop Televisión / Canal 2 (entre 1995 y 1998)
- GST Gran Santiago Televisión (entre 1995 y 1998) / ABT Andrés Bello Televisión (entre 2000 y 2004) / TVO (entre 2005 y 2006)/ Más Canal 22 (entre 2006 y 2010) / Más Visión (entre 2011 y 2016) / Canal 22 (en 2017) / Televisión Regional de Chile  (desde 2018)
- VidaVisión (en 2003 y 2004)
- Televisión Universidad de Concepción (desde 1998)
- Telecanal (desde 2006)
- Antofagasta TV (desde 2006)
- Telecanal Talca (desde 2006)
- Universidad Autónoma de Chile Televisión (desde 2006)
- WappTV (en 2021 y 2022)
- VTV Los Andes (desde 2006)
- TVR Canal 11 (Curicó) (desde 2006)
- ITV Patagonia (desde 2006)

- Mega 2 (desde 2022)
- UChile TV (desde 2023)

La edición de 2021 también se transmitió en los canales de paga a través de Vía X y Zona Latina.

## Fundación Teletón
La Teletón está constituida como una fundación que recibió la personalidad jurídica por el decreto 59 del 22 de enero de 1986. La fundación está dirigida por un directorio compuesto por nueve miembros, provenientes del mundo de la medicina y del empresariado, además de Mario Kreutzberger, quien ejerce como director honorario.

### Presidentes
La Fundación Teletón está dirigida por un directorio encabezado por un presidente; desde 1996, los presidentes han sido:
- Andrés Navarro Haeussler (1996-2006)
- Rodolfo Rosenfeld (2006-2008)
- Alfredo Moreno Charme (2008-2010)
- Carlos Alberto Délano (2010-2014)
- Humberto Chiang (2014-2017)[1]
- Daniel Fernández Koprich (2017-)[1]

### Costos y financiamiento

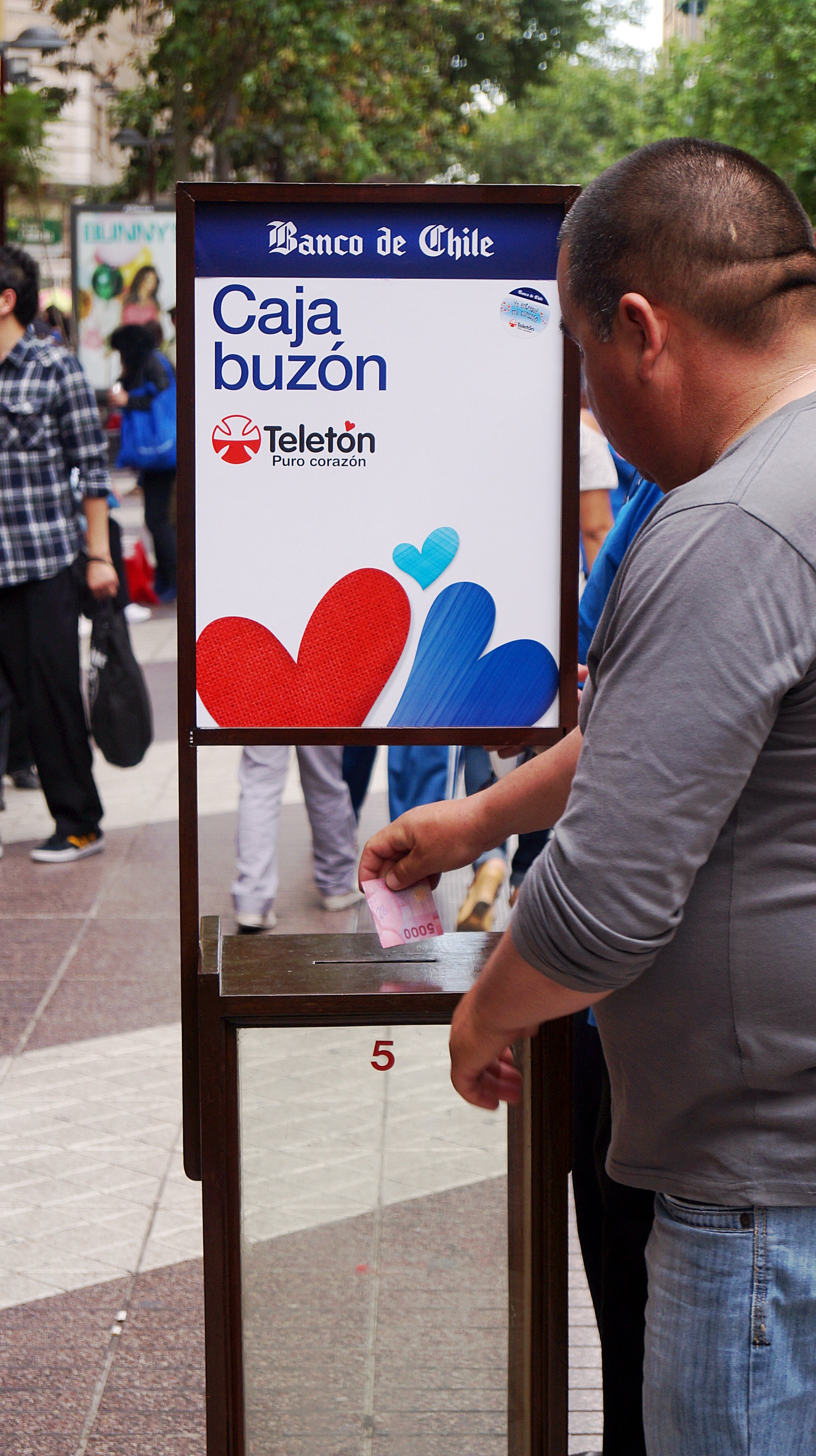
Los aportes del público constituyen un 75-80% de lo que se recauda en el evento Teletón.

De acuerdo a la cuenta pública dada a conocer por la Fundación Teletón en 2006, el costo total realizado por los Institutos de Rehabilitación Infantil alcanzaba los 10 503 150 382 pesos chilenos de la época (equivalentes a US$19,99 millones), de los cuales $1724 millones son por atenciones médicas, $4714 millones por atenciones terapéuticas y $3250 millones por servicios complementarios de rehabilitación como cirugías, medicamentos, ortesis y prótesis. En la actualidad, y de acuerdo a la memoria institucional correspondiente al año tributario 2022, más de un 80% de lo recaudado se invierte directamente en los Institutos de Rehabilitación Infantil, incluyendo el financiamiento de las atenciones a los pacientes y de la construcción de sus institutos. La Fundación Teletón en sí tenía hacia 2006 un costo neto de $1683 millones de la época; aunque el evento Teletón 2006 tuvo un costo operacional de $1989 millones de la época a los que se suman los costos de mantenimiento del Teatro Teletón y los gastos administrativos, estos se reembolsaron en parte por el arriendo del teatro para la realización de eventos culturales y otras producciones y la venta de servicios publicitarios.
El 79 % del financiamiento de la Fundación Teletón se realiza gracias al evento solidario celebrado anualmente, mientras que un 16 % se realiza gracias al convenio FMT firmado con FONASA y el Ministerio de Salud. [cita requerida]Algunas empresas, como la Polla Chilena de Beneficencia mantienen donaciones constantes a la fundación. Estos ingresos son invertidos por Banchile en un fondo de AFP, que en 2006 generó $630 millones de pesos de la época ganancias.[cita requerida]
En el año 2006, el financiamiento total realizado por el evento Teletón alcanzó los $14 110 203 362 de la época, cifra superior al resultado final entregado al cierre del evento en el Estadio Nacional y equivalentes a US$26 739 569 y al 0,018 % del PIB chileno. Durante ese año $10 764 334 188 correspondieron a aportes voluntarios personales, lo que equivale al 76,3 % del total; las empresas colaboraron con el 23,3 % restante que se desglosan en un 15,5 % de los auspiciadores estables y un 6,4 % de las tareas establecidas durante la jornada.[cita requerida] Para entonces, la Región Metropolitana de Santiago es la que entregaba mayores aportes ($4370 millones de la época), dando un 31 % de las recaudaciones totales y 45,5 % de las recaudaciones entregadas en las oficinas del Banco de Chile durante las 27 horas del evento. El resto de las regiones entregaron $4872 millones de la época.[cita requerida] En contraste, los aportes voluntarios personales alcanzaron en el año 2023 el 67% del total de lo recaudado.  En los últimos años ha crecido también la recaudación por medios virtuales (transferencias por internet o donaciones telefónicas), que en 2006 alcanzaron un 8,1 % del total de la recaudación anual, y que a partir del año 2020 en adelante representan un 53% del total de las transacciones realizadas [cita requerida]  Además, la cuenta corriente 24 500-03 está abierta todo el año, no solo durante la realización del evento; en 2006, 368 millones de pesos fueron depositados fuera de dicho plazo.

## Debates y controversias

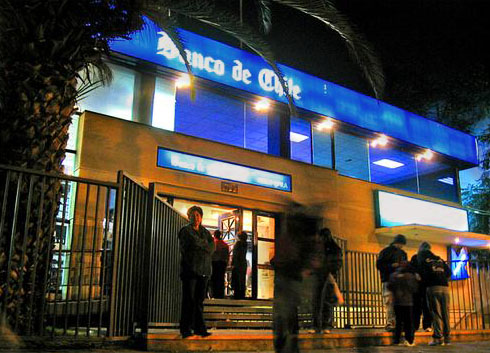
Sucursal del Banco de Chile en Maipú durante una de las noches de la Teletón. El banco pone a disposición sus instalaciones y empleados durante las 27 horas de la jornada.

A pesar de la amplia aceptación y credibilidad de la labor de los profesionales clínicos de la Fundación Teletón, así como de la gran convocatoria del evento Teletón, diversas vertientes de la opinión pública han manifestado se preocupación tanto por el tratamiento público de las personas con discapacidad, así como de la importancia para la sociedad chilena de considerar a las personas con discapacidad como personas sujeto de derecho, en coherencia con lo señalado en la Convención Internacional sobre los Derechos de las Personas con Discapacidad y demás jurisprudencia vigente en Chile, y en el contexto de los Objetivos de Desarrollo Sostenible. 
Asimismo, otras vertientes de la opinión pública han manifestado su preocupación en torno a la utilización del evento benéfico como mecanismo de lavado de imagen por parte de personas y organizaciones, así como también de la gestión financiera y gobernanza de la Fundación Teletón. 

### Rol del estado chileno y tratamiento mediático de las personas con discapacidad en el contexto chileno
En Chile, el foco de controversias radica en que el programa de televisión promueve estereotipos negativos sobre la discapacidad. En el año 2016, y en el contexto de divergencias y creciente malestar previo a la crisis política de 2019 en Chile, Alejandro Hernández, entonces secretario ejecutivo de la Fundación Nacional de Discapacitados (FND) y experto en discapacidad señaló públicamente en atención a una creciente preocupación sobre la materia lo siguiente: «Luego de más de 30 años trabajando por la integración social y laboral en discapacidad, creo necesario y urgente que el mismo comité de la ONU sugiera al gobierno chileno de Michelle Bachelet, no seguir aplaudiendo la campaña que se realiza también en Chile desde 1978».
Otras vertientes de estas críticas señalan que mediante una narrativa y estética audiovisual que pone acento desde la política identitaria, el exhibicionismo moral y el infosensacionalismo (para movilizar a la audiencia a entregar su donación), los realizadores del programa exhibido en televisión terminan situando a la persona discapacitada como objeto de caridad en lugar de sujeto de derecho, y por lo tanto, configurando una visión manipulada, tergiversada y estereotipada de la situación de las personas con discapacidad en el contexto chileno.Estas vertientes consideran que al concentrar las iniciativas solidarias en una sola fecha o evento, la sociedad tiende a olvidar a los discapacitados durante el resto del año, dando por hecho que la inclusión es un tema ya resuelto, cuando en realidad la colecta de fondos para erigir nuevos centros y ofrecer terapias de rehabilitación es tan solo el primer paso hacia dicha meta.
El Comité sobre los Derechos de las Personas con Discapacidad del Alto Comisionado de Naciones Unidas para los Derechos Humanos ha alertado en dos ocasiones sobre este aspecto, primero en 2014 respecto al evento mexicanoy luego en 2016, respecto al chileno.Sobre el caso mexicano, el organismo señaló y advirtió al estado mexicano que la forma y la estructura de gobernanza en que son administrados y gestionados los recursos del gobierno en materia de rehabilitación de personas con discapacidad no ofrece certezas jurídicas claras para la población en situación de discapacidad, especialmente en materia de accesibilidad directa a los sistemas de salud pública:

«Al Comité le preocupa que buena parte de los recursos para la rehabilitación de las personas con discapacidad del Estado Parte [México] sean objeto de administración en un ente privado como Teletón. [...] El Comité insta al Estado Parte a establecer una distinción clara entre el carácter privado de las campañas Teletón y las obligaciones que el Estado debe acometer para la rehabilitación de las personas con discapacidad»
Comité de los Derechos de las Personas con Discapacidad de la ONU, Informe de 2014 sobre México

Paralelamente este organismo internacional en el mismo informe de 2014 sobre México criticó el tratamiento a las personas con discapacidad desde los medios de comunicación en el contexto del evento mexicano, añadiendo que «Observa que dicha campaña promueve estereotipos de las personas con discapacidad como sujetos de caridad [...] Asimismo, le recomienda el comité al gobierno mexicano desarrollar programas de toma de conciencia sobre las personas con discapacidad como titulares de derechos».Los informes sobre México y Chile han sido un antecedente importante en el desarrollo de los informes que ha desarrollado el Comité sobre los Derechos de las Personas con Discapacidad de la ONU sobre la situación de los países latinoamericanos en el desarrollo de políticas públicas basadas en la Convención Internacional sobre los derechos de las personas con discapacidad y su protocolo respectivo.
Expertos en políticas públicas y activistas de derechos humanos en Chile consideran que el evento evidencia las falencias y debilidades del sistema de estado subsidiario existente en Chile, dado la ausencia de un rol más activo y creíble del Estado chileno en el cumplimiento de un deber jurídico (rehabilitar a discapacitados, por Ley N.º 20.422 sobre Igualdad de Oportunidades e Inclusión Social de Personas con Discapacidad) en la medida en que se terceriza esta tarea en una entidad privada sin fines de lucro en lugar de aumentar la inversión pública en la modernización y actualización de los servicios públicos de salud.Si bien se argumenta que la Fundación (o el Estado) no podría solventar sus gastos operacionales y de infraestructura si no fuese por el evento televisivo anual, otros afirman que un monto como el recaudado en 2016 (poco más de 32 mil millones de pesos) equivale a apenas 0,5% del presupuesto anual asignado en 2017 para el Ministerio de Salud; menos del 2% del Ministerio de Defensa y cerca del 5% del correspondiente al Ministerio de Desarrollo Social para ese año.

### Utilización mediática del evento como mecanismo de lavado de imagen
Otra arista polémica ha sido la presencia de empresas auspiciadoras que, utilizando la marca Teletón, potencian sus ventas u utilizan a la Teletón como un mecanismo de pinkwashing y redwashing para limpiar su imagen pública.
Debido al formato, a la alta sintonía del evento, y a los altos costos de producción de la transmisión televisiva, en cada edición de la Teletón más de una decena de empresas se comprometen a ser auspiciadores oficiales de la Teletón. En la Teletón 2006, la cifra de auspiciadores alcanzó las 24 empresas, aunque en años anteriores, estas llegaron incluso a 30. Para ser una de las empresas auspiciadoras, la organización exige que deben ser marcas de consumo masivo, líderes en el mercado, de importancia en la canasta familiar. Además, las empresas no deben ser competencia entre sí y debe existir un banco, destinado a la operación del proceso de donaciones. A cambio, las empresas auspiciadoras deben entregar una importante suma de dinero durante la campaña, así como financiar actividades de difusión y producción de la campaña. Cada año, la Fundación Teletón establece un monto mínimo de dinero que cada empresa debe colocar para poder participar en la próxima campaña, el cual aumenta año a año. Del total de dinero recaudado en cada versión, las empresas aportan entre el 20% y 25%.
Estas críticas se acentuaron por primera vez cuando el entonces alcalde de Las Condes, Francisco de la Maza, rechazó instalar gratuitamente pendones publicitarios en avenidas de su comuna y propuso cobrar a marcas por incluir su logotipo junto al de la Teletón, para luego donar el dinero recaudado al evento benéfico. Cuando Don Francisco rechazó la propuesta, De la Maza denunció que el animador exhibía una "actitud mafiosa".
Las denuncias se infiltraron hasta el propio evento: durante el cierre de la Teletón 2002 —en el Estadio Nacional— se presentó la banda chilena Los Prisioneros, quienes alteraron la letra de su canción Quieren dinero para criticar a los grandes grupos económicos y a diversos políticos de derecha: «Quiero más Luksic, quiero más Angelini; quiero más UDI, quiero más Pinocheques; quiero más Büchi, quiero más Lavín; quiero más libras, quiero más dólares». La organización reprobó públicamente el hecho, tanto por atentar contra el espíritu del evento, como por utilizar con fines políticos la campaña solidaria y su alcance mediático.
Aunque los supuestos beneficios tributarios (por aplicación de la ley N.º 19.885 de donaciones con fines sociales) han sido desmitificados o puestos en duda, persiste la crítica al modelo de recaudación solidaria por medio de un espectáculo televisivo y campaña mediática. En Estados Unidos, Paul K. Longmore (1946-2010) —profesor de historia, escritor y célebre activista discapacitado— denunció esto en su libro “Telethons: Spectacle, Disability, and the Business of Charity” ("Teletones: espectáculo, discapacidad y el negocio de la caridad"; Oxford University Press, 2016). Además, en ese país las Teletones se redujeron a 3 horas de transmisión desde que Jerry Lewis se distanció de la Muscular Dystrophy Association (MDA) en 2010, y fueron definitivamente canceladas en 2015 sin que ello implicara la quiebra de la institución.

### Dudas sobre la rendición de cuentas y gestión financiera en la organización del evento televisivo
En enero de 2016, Iván Álvarez —fiscalizador del Servicio de Impuestos Internos— declaró que Teletón estaba vinculada con el caso Penta, debido a que Carlos Alberto Delano, por varios años presidente de la fundación, durante su gestión utilizó a la fundación como caja recaudadora del Grupo Penta, por lo que este grupo empresarial supuestamente recibió un 15% de la inversión recaudada por la cruzada solidaria, a través del Banco de Chile.
En mayo de 2021, el evento fue cuestionado por opacidad en su rendición de cuentas y en la conformación de su directorio, lo que llevó a la estación televisiva La Red a restarse de la transmisión en cadena. Otros argumentos esgrimidos por Albavisión -dueña de La Red- para su ausencia en 2021 incluyeron discrepancias con la organización respecto del pago de derechos conexos a ASCAP por las presentaciones y exhibiciones -sin autorización de sus titulares- de obras de artistas y compositores afiliados a la sociedad de gestión de derechos de autor y derechos conexos estadounidense en el evento Teletón (debido a reclamaciones de ASCAP sobre la materia), y la deficitaria situación financiera de La Red y Telecanal.[cita requerida]Por esa misma época, la directora ejecutiva de Fundación Teletón, Javiera de la Cerda, renunció por supuestos malos tratos y discrepancias de parte de Mario Kreutzberger.».
En noviembre de 2022, un reportaje de Ciper expuso cómo se utilizan los dineros recaudados durante el evento, información que hasta entonces era desconocida para el público. Aunque demostró que ningún animador o artista percibe honorarios, sí se contrata al elenco de artistas extranjeros. También reveló que la transmisión televisiva cuesta unos 5 mil millones de pesos (5,5 millones de dólares), equivalentes a un 15 % del total recolectado durante las 27 horas. Figuran pagos millonarios a nombre de asesores cercanos a Don Francisco, así como también la consultora GfK Adimark, la empresa de seguridad Perry (propiedad de uno de los procesados por homicidio del edecán del expresidente Salvador Allende) y el reconocido lobista Enrique Correa. En respuesta a la controversia, Teletón emitió un comunicado donde plantea que "ninguno de los gastos consultados proviene del generoso aporte de las personas" y que "según estándares internacionales, la inversión para llevar adelante una campaña no debe superar el 20 % de lo recaudado".